# ساندرا زاهلاووا
 ساندرا زاهلاووا (انگلیسی: Sandra Záhlavová؛ زادهٔ ۱۰ اکتبر ۱۹۸۵) یک تنیس‌باز اهل جمهوری چک است.